# Tensbüttel-Röst
Tensbüttel-Röst est une commune allemande du Schleswig-Holstein, située dans l'arrondissement de Dithmarse (Kreis Dithmarschen), à 13 kilomètres au sud-est de la ville de Heide. Tensbüttel-Röst est l'une des 24 communes de l'Amt Mitteldithmarschen (« Moyenne-Dithmarse ») dont le siège est à Meldorf.